# Списак епизода серије Ривердејл

Ривердејл (енгл. Riverdale) америчка је тинејџерско-драмска телевизијска серија која се темељи ликовима Archie Comics-а. Серију је за The CW прилагодио Роберто Агире Сакаса, главни креативни директор Archie Comics-а, док су је продуцирали Warner Bros. Television и CBS Studios, којима су помогли Berlanti Productions и Archie Comics. Првобитно замишљена као филмска адаптација за Warner Bros. Pictures, идеја је поново замишљена као телевизијска серија за Fox. Године 2015. развој пројекта се преселио на The CW, где је наручен пилот серије. Снимање се одвија у Ванкуверу. Премијерно је приказана 26. јуна 2017. године.
Серија садржи ансамблску поделу улога по ликовима Archie Comics-а, док је Кеј Џеј Апа у улози Арчија Ендруза, Лили Рајнхарт као Бети Купер, Камила Мендес као Вероника Лоџ, Кол Спраус као Џагхед Џоунс, наратор серије, Меделин Петш као Шерил Блосом, Ешли Мари као Џози Макој, Ванеса Морган као Тони Топаз, Чарлс Мелтон као Реџи Мелтон и Кејси Кот као Кевин Келер.
У фебруару 2021. обновљена је за шесту сезону, која је премијерно приказана 16. новембра 2021. године. У марту 2022. обновљена је за седму и финалну сезону, која ће бити приказивана 2023. године. Од 29. маја 2022. године приказано је 111 епизода и шест сезона.

## Преглед серије
| Сезона | Сезона | Епизоде | Оригинално емитовање | Оригинално емитовање | Оригинално емитовање | Емитовање у Србији | Емитовање у Србији | Емитовање у Србији |
| Сезона | Сезона | Епизоде | Премијера            | Финале               | Мрежа                | Премијера          | Финале             | Мрежа              |
| ------ | ------ | ------- | -------------------- | -------------------- | -------------------- | ------------------ | ------------------ | ------------------ |
|        | 1.     | 13      | 26. јануар 2017.     | 11. мај 2017.        |                      | 27. јануар 2017.   | 12. мај 2017.      |                    |
|        | 2.     | 22      | 11. октобар 2017.    | 16. мај 2018.        | 12. октобар 2017.    | 17. мај 2018.      |                    |                    |
|        | 3.     | 22      | 10. октобар 2018.    | 15. мај 2019.        | 11. октобар 2018.    | 19. март 2020.     |                    |                    |
|        | 4.     | 19      | 9. октобар 2019.     | 6. мај 2020.         | 10. октобар 2019.    | 7. мај 2020.       |                    |                    |
|        | 5.     | 19      | 20. јануар 2021.     | 6. октобар 2021.     | 30. јануар 2021.     | 7. октобар 2021.   |                    |                    |
|        | 6.     | 20      | 16. новембар 2021.   | 31. јул 2022.        | 23. новембар 2021.   | 1. август 2022.    |                    |                    |
|        | 7.     | 20      | 29. март 2023.       | 23. август 2023.     | 30. март 2023.       | 24. август 2023.   |                    |                    |

## Епизоде

### 1. сезона (2017)
| Бр. еп. (укупно) | Бр. еп. (у сезони) | Наслов                                         | Редитељ           | Сценариста                        | Премијера         | Прод. код | Гледаност у С.А.Д. (милиони) |
| --- | ------------------ | ---------------------------------------------- | ----------------- | --------------------------------- | ----------------- | --------- | ---------------------------- |
| 1 | 1                  | Прво поглавље: Обод реке                       | Ли Толанд Кригер  | Роберто Агире-Сакаса              | 26. јануар 2017.  |           | 1,38                         |
| На почетку нове школске године у граду се још увек прича о трагичној смрти Џејсона Блосома. Арчи жели да направи каријеру у музици.                |                    |                                                |                   |                                   |                   |           |                              |
| 2 | 2                  | Друго поглавље: Додир зла                      | Ли Толанд Кригер  | Роберто Агире-Сакаса              | 2. фебруар 2017.  |           | 1,15                         |
| Арчи моли гђу Гранди да исприча шта су чули. Шерил се носи са притиском због Џејсонове смрти.                                                      |                    |                                                |                   |                                   |                   |           |                              |
| 3 | 3                  | Треће поглавље: Двојник                        | Ли Толанд Кригер  | Јолонда Е. Лоренс                 | 9. фебруар 2017.  |           | 1,20                         |
| Шерил признаје када је последњи пут видела Џејсона. Бети и Џагхед истражују Џејсонову смрт.                                                        |                    |                                                |                   |                                   |                   |           |                              |
| 4 | 4                  | Четврто поглавље: Последња пројекција          | Марк Пизнарски    | Мајкл Граси                       | 16. фебруар 2017. |           | 1,14                         |
| Џагхед се бори да спречи затварање локалног драјв-ина. Бети и Вероника истражују гђу Гранди, откривајући невероватне ствари о њеној прошлисти.     |                    |                                                |                   |                                   |                   |           |                              |
| 5 | 5                  | Пето поглавље: Срце таме                       | Џеси Ворн         | Рос Максвел                       | 23. фебруар 2017. |           | 0,98                         |
| Породица Блосом наставља са Џејсоновим погребом и тајном намером. Хермиона тражи помоћ од Фреда. Бети се удубљује у Џејсонову смрт.                |                    |                                                |                   |                                   |                   |           |                              |
| 6 | 6                  | Шесто поглавље: Брже, Мачкице! Убијте! Убијте! | Стивен А. Аделсон | Теса Ли Вилијамс и Николас Цварт  | 2. март 2017.     |           | 1,09                         |
| Валеријини покушаји да помогне Арчију доводе до велике свађе са Џози. Бетијина и Џагхедова истрага доводи их у клинч са Поли.                      |                    |                                                |                   |                                   |                   |           |                              |
| 7 | 7                  | Седмо поглавље: На усамљеном месту             | Алисон Андерс     | Арон Ален                         | 9. март 2017.     |           | 1,03                         |
| Нови трачеви шире се када важан доказ мистериозно нестане. Шерил долази код Бети са неочекиваним предлогом.                                        |                    |                                                |                   |                                   |                   |           |                              |
| 8 | 8                  | Осмо поглавље: Аутсајдери                      | Дејвид Катценберг | Џулија Коен                       | 30. март 2017.    |           | 0,99                         |
| Арчи и његови пријатељи долазе да помогну Фреду, али кад је један од њих нападнут, смишљају план којим завршавају на територији Саутсајдсрпент.    |                    |                                                |                   |                                   |                   |           |                              |
| 9 | 9                  | Девето поглавље: Велика илузија                | Ли Роуз           | Џејмс Девил                       | 6. април 2017.    |           | 0,91                         |
| Арчи добија понуду од Шерил. Вероника се зближава са пријатељем из разреда којег су оштетили илегални послови њеног оца. Алис се спрема на освету. |                    |                                                |                   |                                   |                   |           |                              |
| 10 | 10                 | Десето поглавље: Изгубљени викенд              | Дон Вилкинсон     | Брита Лундин и Брајан Е. Патерсон | 13. април 2017.   |           | 0,87                         |
| Фред завршава развод, Арчи жели да поврати Валерију, Бети спрема рођенданску журку за Џагхеда, а све то док Шерил не направи хаос.                 |                    |                                                |                   |                                   |                   |           |                              |
| 11 | 11                 | Једанаесто поглавље: До Ривердејла и назад     | Кевин Саливан     | Роберто Агире-Сакаса              | 27. април 2017.   |           | 0,89                         |
| Шерил и Поли одлазе на журку за добродошлицу за Џејсона, све док им неочекивано откриће не поквари планове. Алис тражи помоћ од Арчија и Веронике. |                    |                                                |                   |                                   |                   |           |                              |
| 12 | 12                 | Дванаесто поглавље: Анатомија убиства          | Роб Шејденгланц   | Мајкл Граси                       | 4. мај 2017.      |           | 0,98                         |
| Арчи и Вероника шокирани су хапшењем и морају да признају родитељима шта су открили. Џејсонов убица је откривен.                                   |                    |                                                |                   |                                   |                   |           |                              |
| 13 | 13                 | Тринаесто поглавље: Слатка будућност           | Ли Толанд Кригер  | Роберто Агире-Сакаса              | 11. мај 2017.     |           | 0,96                         |
| Џагхед се налази у неочекиваној ситуацији. Истина о послу Блосомине породице је откривена и Шерил преузима ствари у своје руке.                    |                    |                                                |                   |                                   |                   |           |                              |

### 2. сезона (2017—2018)
| Бр. еп. (укупно) | Бр. еп. (у сезони) | Наслов                                        | Редитељ           | Сценариста                          | Премијера          | Прод. код | Гледаност у С.А.Д. (милиони) |
| --- | ------------------ | --------------------------------------------- | ----------------- | ----------------------------------- | ------------------ | --------- | ---------------------------- |
| 14 | 1                  | Четрнаесто поглавље: Пољубац пре смрти        | Роб Шејденгланц   | Роберто Агире-Сакаса                | 11. октобар 2017.  |           | 2,34                         |
| Фредов живот виси о концу након пуцњаве у Поповом ресторану, Арчи не уме да се носи са трагедијом којој је присуствовао. Вероника покушава да му помогне и открива да је њен отац Хирам стигао у град. Поп Тејт присећа се хорора којем је присуствовао, Џагхед и Бети сумњају у пуцачев мотив.                        |                    |                                               |                   |                                     |                    |           |                              |
| 15 | 2                  | Петнаесто поглавље: Ноћне птице               | Алисон Андерс     | Мајкл Граси                         | 18. октобар 2017.  |           | 1,76                         |
| Пуцач је и даље на слободи и Бети покушава да спасе Попов ресторан. Арчи се чудно понаша и сви су забринути за њега. Бети и Вероника траже помоћ од Шерил да спасу Попов ресторан. Џагхед тражи адвоката за ФП уз опасне последице. Вероника има проблем са Хирам и Хермионом кад издаја из прошлости изађе на видело. |                    |                                               |                   |                                     |                    |           |                              |
| 16 | 3                  | Шеснаесто поглавље: Посматрач из шуме         | Кевин Саливан     | Рос Максвел                         | 25. октобар 2017.  |           | 1,62                         |
| Изнервиран спорим напредовањем истраге убиства његовог оца, Арчи жели да пошаље поруку пуцачу. Вероника је задовољна што може да упозна Хирам са својим пријатељима. Џагхед почиње свој први дан у средњој школи Саутсајдхај и проналази пријатеља Тонија. Кевин покушава да се забави, што брине Бети.                |                    |                                               |                   |                                     |                    |           |                              |
| 17 | 4                  | Седамнаесто поглавље: Град који се боји мрака | Џејсон Стоун      | Аманда Лашер                        | 1. новембар 2017.  |           | 1,51                         |
| Кад Арчијев покушај да преузме ствари у своје руке крене по злу, градоначелник Макој сазива хитан састанак градског већа. Растући хаос у Ривердејлу мора да се смири. Бети се налази у центру мистерије и њена одлука да сачува неке ствари од Џагхеда ствара додатне трзавице између њих.                             |                    |                                               |                   |                                     |                    |           |                              |
| 18 | 5                  | Осамнаесто поглавље: Кад незнанац позове      | Елен Пресман      | Арон Ален                           | 8. новембар 2017.  |           | 1,47                         |
| Алис објављује оштар чланак у регистру Ривердејла, у којем пљује по Саутсајду. Џагхед мора да преузме ствари у своје руке како би задржао мир. Бети тражи помоћ од Арчија након што добија услов који може да уништи њена пријатељства.                                                                                |                    |                                               |                   |                                     |                    |           |                              |
| 19 | 6                  | Деветнаесто поглавље: Доказ смрти             | Меги Кајли        | Теса Ли Вилијамс и Арабела Андерсон | 15. новембар 2017. |           | 1,43                         |
| Након што јуриш који води градоначелник Макој прети да уништи однос између Северног и Јужног дела, Џагхед и Арчи покушавају да спрече савез између Серпента и старих противника. Бети тражи помоћ од Веронике да реши мистерију Шећерног човека. Шерил се супротставља мајци Пенелопи.                                 |                    |                                               |                   |                                     |                    |           |                              |
| 20 | 7                  | Двадесето поглавље: Приче са тамне стране     | Дон Вилкинсон     | Џејмс Девил                         | 29. новембар 2017. |           | 1,45                         |
| Ривердејл је упозорен од стране Тамне капуљаче да престане са гресима 48 сати или ће он поново напасти. Пени Пибоди тражи услугу од Џагхеда, што ставља на пробу пријатељство између њега и Арчија. Бети и Вероника истражују ко је Тамна капуљача. Џозин тајни обожавалац претерује.                                  |                    |                                               |                   |                                     |                    |           |                              |
| 21 | 8                  | Двадесет прво поглавље: Кућа Ђавола           | Кевин Саливан     | Јолонда Лоренс                      | 6. децембар 2017.  |           | 1,48                         |
| Џагхед је сазнао да ће ФП бити пуштен из затвора, и организује са Бети, журку добродошлице. У међувремену, Арчи и Вероника долазе до раскршћа у својој вези. Међутим, морају да раде заједно након што их Џагхед и Бети замоле да преузму истрагу о Тамној капуљачи.                                                   |                    |                                               |                   |                                     |                    |           |                              |
| 22 | 9                  | Двадесет друго поглавље: Тиха, смртоносна ноћ | Роб Сејденгланц   | Шепард Бушер                        | 13. децембар 2017. |           | 1,43                         |
| Док је тражила божићне поклоне, Вероника открива Хирамову тајну. Последице Џагхедовог сретања са Пени Пибоди, ствара раздор између њега и ФП. Шерил узима ствари у своје руке, након што јој Пенелопи говори да не могу да приуште прославу Божића. Арчи и Бети боре се са Црном капуљачом.                            |                    |                                               |                   |                                     |                    |           |                              |
| 23 | 10                 | Двадесет треће поглавље: Џунгла на табли      | Тим Хантер        | Брита Лундин и Брајан Е. Патерсон   | 17. јануар 2018.   |           | 1,44                         |
| Тензије расту кад изненадно затварање школе у Саутсајду приморава Џагхеда и његове змије да се пребаце у школу у Ривердејлу. Вероника уверава Хирам и Хермиону да се и даље држи плана за СоДале. Арчију је тешко кад му је речено да открије Хирамине сумњиве пословне потезе. Бети тражи брата Чика.                 |                    |                                               |                   |                                     |                    |           |                              |
| 24 | 11                 | Двадесет четврто поглавље: Рвач               | Грег Араки        | Грег Мари и Девон Тарнер            | 24. јануар 2018.   |           | 1,39                         |
| Усред припрема за градски фестивал Пикена, Џагхед интервјуише Тонијевог деду и открива шокантне информације о прошлости Ривердејла. У покушају да се приближи Хирам, Арчи покушава да се прикључи рвачкој екипи Ривердејла. У међувремену, Бети открива мрачне тајне о свом брату Чику.                                |                    |                                               |                   |                                     |                    |           |                              |
| 25 | 12                 | Дваедест пето поглавље: Зли и божанствени     | Рејчел Талалај    | Роберто Агире-Сакаса                | 31. јануар 2018.   |           | 1,34                         |
| Док се припреме за њену потврду одвијају, Вероника постаје сумњичава око тога да Арчи, Хирамов практикант, учи превише о пословању њене породице. Џагхед и ФП воде напад након што инцидент у Пикенс парку доводи до напетост између Змија. У међувремену, Чик помаже Бети да се носи са својом тамом.                 |                    |                                               |                   |                                     |                    |           |                              |
| 26 | 13                 | Двадесет шесто поглавље: Говор срца           | Џули Пелк         | Мајкл Граси                         | 7. фебруар 2018.   |           | 1,28                         |
| Беки се окреће Џагхеду, након што се последице исхитрене одлуке се враћају. Вероника огранизује састанак након што напетост између Хирам, ФП и Џагхеда измакну контроли. Арчи мора да донесе тешку одлуку након што агент Адамс претера.                                                                               |                    |                                               |                   |                                     |                    |           |                              |
| 27 | 14                 | Двадесет седмо поглавље: Брда имају очи       | Дејвид Каценберг  | Рос Максвел                         | 7. март 2018.      | T13.20814 | 1,26                         |
| Кад Хирам предложи да Вероника и Арчи оду у кућу на језеру, Вероника позива Бети и Џагхеда да им се придруже. У намери да открије Хирамов план за Ривердејл, Џагхед форсира Веронику да му каже све што зна. Шерил се повезује са неочекиваним пријатељем, док Џози упада у невољу кад открије тајну Кевину.           |                    |                                               |                   |                                     |                    |           |                              |
| 28 | 15                 | Двадесет осмо поглавље: Биће крви             | Марк Пизнарски    | Арон Ален                           | 14. март 2018.     |           | 1,19                         |
| Арчијев отац жели да постане градоначелник Ривердејла, што брине Арчија. Лоџинсови су можда нашли пиона у Фреду. Бети сумња у Чиково понашање и тражи помоћ од Кевина да нађу шта он скрива. Шерил и Пенелопе изненађени су сазнањем да је Клифорд оставио тајну опоруку.                                              |                    |                                               |                   |                                     |                    |           |                              |
| 29 | 16                 | Двадесет девето поглавље: Основне боје        | Шервин Шилати     | Џејмс Девил                         | 21. март 2018.     |           | 1,16                         |
| Након Хирамове објаве планова за Ривердејл, Џагхед се буни драстичним методама. Хермионин пријатељ Енди Коен долази у град након велике најаве, да помогне. Вероника се кандидује за шефа студентског већа упркос жељама својих родитеља.                                                                              |                    |                                               |                   |                                     |                    |           |                              |
| 30 | 17                 | Тридесето поглавље: Омча се затеже            | Алексис Острандер | Брита Лундин и Брајан Е. Патерсон   | 28. март 2018.     |           | 0,96                         |
| Градска трка за градоначелника се захуктава, као и трка за Одбор студената у Средњој школи Ривердејл. Арчи се супротставља Хирамовим мафијашким пријатељима. Све постаје опасно за Алис, Бети и Чику након што се непозван гост појави у резиденцији Купера.                                                           |                    |                                               |                   |                                     |                    |           |                              |
| 31 | 18                 | Тридесет прво поглавље: Ноћ за памћење        | Џејсон Стоун      | Арабела Андерсон и Теса Ли Вилијамс | 18. април 2018.    |           | 1,10                         |
| Средња школа Ривердејла припрема мјузикл Кери. Злобно писмо приморава редитеља Кевина да донесе тешку одлуку о емисији. Џагхед користи прилику да снима мјузикл како би решио мистерију иза писма. Напетост између Бети и Веронике расте кад Алис објави да се придружује мјузиклу да би била ближе Бети.              |                    |                                               |                   |                                     |                    |           |                              |
| 32 | 19                 | Тридесет друго поглавље: Затвореници          | Џенифер Фанг      | Кристина Чамберс                    | 25. април 2018.    |           | 1,17                         |
| Инцидент у средњој школи Ривердејл шокира све и Арчи води трку за открићем кривца. Откриће тајне води до обрачуна између Чика, Џагхеда, Бети и Алис. Вероника преузима ствари у своје руке кад неко из њене прошлости дође у град. Хермиона и Шерил договарају се да сруше шерифа Келера.                              |                    |                                               |                   |                                     |                    |           |                              |
| 33 | 20                 | Тридесет треће поглавље: Сенка сумње          | Грегори Смит      | Јоланда Е. Лоренс                   | 2. мај 2018.       |           | 1,11                         |
| Трка за градоначелника између Фреда и Хермионе се убрзава. Хирам тражи новог савезника, шерифа Минету. Бети тражи помоћ од Шерил око сумњи у Тамну капуљачу. Откриће мрачне тајне приморава Арчија и Џагхеда да смање напетост између себе. У вече градоначелничке дебате, мистериозна порука оставља све у чуду.      |                    |                                               |                   |                                     |                    |           |                              |
| 34 | 21                 | Тридесет четврто поглавље: Одлучујућа ноћ     | Чери Нолан        | Шапард Баучер                       | 9. мај 2018.       |           | 1,00                         |
| Инцидент у шерифовој станици покреће рат између Севера и Југа. Арчи и Џагхед боре се за животе. Вероника открива нешто ужасавајуће о Хирам, док неко из његове прошлости долази у Ривердејл. Бети се суочава са Тамном капуљачом.                                                                                      |                    |                                               |                   |                                     |                    |           |                              |
| 35 | 22                 | Тридесет пето поглавље: Храбри нови свет      | Стивен А. Аделсон | Роберто Агире-Сакаса                | 16. мај 2018.      |           | 1,28                         |
| Фред каска у анкетама и Арчи ускаче да помогне у очевој трци за градоначелника. Вероника је открила Хирамову последњу сплетку. Шерил завршава своју еманципацију са мајком, док ФП прави изненађујућу објаву Џагхеду и Змијама. Бети се суочава са својим демонима.                                                    |                    |                                               |                   |                                     |                    |           |                              |

### 3. сезона (2018—2019)
| Бр. еп. (укупно) | Бр. еп. (у сезони) | Наслов                                                 | Редитељ            | Сценариста                            | Премијера          | Прод. код | Гледаност у С.А.Д. (милиони) |
| --- | ------------------ | ------------------------------------------------------ | ------------------ | ------------------------------------- | ------------------ | --------- | ---------------------------- |
| 36 | 1                  | Тридесет шесто поглавље: Дан рада                      | Кевин Саливан      | Роберто Агире-Сакаса                  | 10. октобар 2018.  |           | 1,50                         |
| Порота почиње расправу у суђењу за убиство и Арчи прави изненађујући захтев о томе како жели да проведе последње дане лета. Бети је приморана да се суочи са проблемима, након што жучна расправа са Алисом и Поли избаци на видело старе тајне.                              |                    |                                                        |                    |                                       |                    |           |                              |
| 37 | 2                  | Тридесет седмо поглавље: Богатство и очи мушкарца      | Џеф Вулнаф         | Мајкл Граси                           | 17. октобар 2018.  |           | 1,28                         |
| У шуми је дошло до гнусног открића и Бети и Џагхед удружују се да истраже узрок. Арчи се навикава на ново окружење, а Вероника жели да му пренесе делић домаће атмосфере. Мус одлучује да се придружи РРОТТЦ-у. Кевин брине да се он удаљава од њега.                         |                    |                                                        |                    |                                       |                    |           |                              |
| 38 | 3                  | Тридесет осмо поглавље: Како изнад, тако испод         | Џеф Хант           | Арон Ален                             | 24. октобар 2018.  |           | 1,40                         |
| Неколико сумњивих преграђивања улице прети да одгоди отварање кафане, и Вероника тражи помоћ од Шерил, Тонија, Реџија, Кевина и Џози како би отварање прошло без проблема. |                    |                                                        |                    |                                       |                    |           |                              |
| 39 | 4                  | Тридесет девето поглавље: Поноћни клуб                 | Дон Вилкинсон      | Теса Ли Вилијамс                      | 7. новембар 2018.  |           | 1,37                         |
| Бети се суочила са Алекс о грифонима и гаргојлима и признаје како је она играла исту игру раних '90-тих са Фредом, ФП, Хермионом, Хирам, Сијером, Пенелопи и Томом. Открила је и како их од тада све прогања шокантна мистерија.                                              |                    |                                                        |                    |                                       |                    |           |                              |
| 40 | 5                  | Четрдесето поглавље: Велики бег                        | Памела Романовски  | Грег Мари и Ејс Хејсан                | 14. новембар 2018. |           | 1,25                         |
| Након што је прошло много недеља без икаквих информација о Арчију, Вероника смишља опасан план да га избави из затвора. Бети сазнаје да је Џагхед претерао са њиховом истрагом о грифонима и гаргојлима и мора да се бори са временом како би га спасила.                     |                    |                                                        |                    |                                       |                    |           |                              |
| 41 | 6                  | Четрдесет прво поглавље: Ловац на људе                 | Рејчел Талалај     | Кристина Чамберс                      | 28. новембар 2018. |           | 1,27                         |
| Након што се суочила са родитељима, који су били чланови „Поноћног клуба” пре 25 година, Бети прати трагове како би сазнала ко је прави краљ Гаргојла. У међувремену, Вероникин покушај да докаже Арчијеву невиност баца је у невољу. Арчи тражи од Кевина да исправи ствари. |                    |                                                        |                    |                                       |                    |           |                              |
| 42 | 7                  | Четрдесет друго поглавље: Човек у црном                | Алекс Пилај        | Џенин Салинас Шенберг                 | 5. децембар 2018.  |           | 1,09                         |
| Плашећи се да ће бити ухваћен, Арчи креће на путовање и долази до фарме надомак Ривердејла, где се састаје са Лори Лејк. Алиса је предузела екстремне мере да заштити Бети од Краља Гаргојла. Бети се суочава са опаким непријатељем из прошлости.                            |                    |                                                        |                    |                                       |                    |           |                              |
| 43 | 8                  | Четрдесет треће поглавље: Избијање                     | Џон Кречмер        | Џејмс Девил                           | 12. децембар 2018. |           | 1,20                         |
| Џагхед и Арчи путују и нестаје им места где да одседну. Зато крећу у Толедо да би посетили Џагхедову мајку Гледис и сестру Џелибин. У Ривердејлу, Бети се приближава истини о грифонима и гаргојлима.                                                                         |                    |                                                        |                    |                                       |                    |           |                              |
| 44 | 9                  | Четрдесет четврто поглавље: Нема излаза                | Џеф Хант           | Арабела Андерсон                      | 16. јануар 2019.   |           | 1,32                         |
| Ривердејл је у расулу након Хирамовог преузимања. Вероника води борбу против свог оца након што се он усредсреди на Ла Боне Нуи. У међувремену, Бети нерадо помаже групи пацијената који су побегли од Сестара тихе милости.                                                  |                    |                                                        |                    |                                       |                    |           |                              |
| 45 | 10                 | Четрдесет пето поглавље: Странац                       | Меги Кајли         | Брајан Е. Патерсон                    | 23. јануар 2019.   |           | 1,12                         |
| Приближава се полагање за матуру и Алис и ФП наговарају Џагхеда и Бети да престану да истражују Џи енд Џи и да се усредсреде на припрему за матуру. Међутим, када Алиса претера, Бети је приморана да се суочи са неким из своје прошлости.                                   |                    |                                                        |                    |                                       |                    |           |                              |
| 46 | 11                 | Четрдесет шесто поглавље: Црвена далија                | Грег Смит          | Девон Тарнер и Вил Јуинг              | 30. јануар 2019.   |           | 1,26                         |
| Након што један од њих постаје најновија мета непознатог нападача, екипа сарађује како би разоткрила најновију мистерију у Ривердејлу. У међувремену, Бети сарађује са неочекиваним савезником да би повезала трагове о неколико убистава у граду.                            |                    |                                                        |                    |                                       |                    |           |                              |
| 47 | 12                 | Четрдесет седмо поглавље: Необично искуство            | Хари Џерџијан      | Брита Лундин                          | 6. фебруар 2019.   |           | 0,96                         |
| Усред припрема за венчање, Сијера и Том добијају узнемирујућу поруку, услед које поново окупљају „Поноћни клуб”. У међувремену, Вероника и Реџи преузимају драстичне кораке како би „очистили” неред који су изазвали.                                                        |                    |                                                        |                    |                                       |                    |           |                              |
| 48 | 13                 | Четрдесет осмо поглавље: Реквијем за средњу категорију | Таунија Макијернан | Мајкл Граси                           | 27. фебруар 2019.  |           | 0,86                         |
| Док Вероника покушава да удаљи Хирам од трговине дрогом, Гледисин повратак у Ривердејл осујећује њен план. Гледис је забринута када Алис одлучи да се више посвети Фарми. |                    |                                                        |                    |                                       |                    |           |                              |
| 49 | 14                 | Четрдесет девето поглавље: Ходај по ватри са мном      | Марисол Адлер      | Арон Ален                             | 6. март 2019.      |           | 0,92                         |
| Бети преузима ствари у своје руке када сазна да се Фарма устремила на неког у њеном унутрашњем кругу. У међувремену, Хирамова и Гледисина контрола над Вероником постаје пренапорна и Вероника смишља план како да преокрене ситуацију.                                       |                    |                                                        |                    |                                       |                    |           |                              |
| 50 | 15                 | Педесето поглавље: Амерички снови                      | Габријел Кореа     | Роберто Агире-Сакаса                  | 13. март 2019.     |           | 0,95                         |
| Гледис се спрема за прославу ФП-овог 50. рођендана. Џагхед сумња у разлог мајчиног повратка у Ривердејл. Неочекивани сусрет приморава Арчија да се врати својим старим навикама, Џагхед и Бети припремају план да му помогну.                                                 |                    |                                                        |                    |                                       |                    |           |                              |
| 51 | 16                 | Педесет прво поглавље: Велика забава                   | Меги Кајли         | Теса Ли Вилијамс                      | 20. март 2019.     |           | 0,81                         |
| Док се одвијају пробе за овогодишњи мјузикл "Хидерс", Шерил, која је вођа Хидер Чендлера, покушава да управља ситуацијом како би разрешила недавни испад. У међувремену, Бети нервира Евелинино учествовање у мјузиклу.                                                       |                    |                                                        |                    |                                       |                    |           |                              |
| 52 | 17                 | Педесет друго поглавље: Рација                         | Памела Романовски  | Грег Мари и Ејс Хејсан                | 27. март 2019.     |           | 0,81                         |
| Бети тражи помоћ од Шерил да би ушла у Фарму. Арчи и Вероника помажу некадашњем савезнику. Џагхедов покушај да заустави трговину дрогом у Ривердејлу супротставља га са Гледис. Хирам саопштава изненађујуће новости Вероники.                                                |                    |                                                        |                    |                                       |                    |           |                              |
| 53 | 18                 | Педесет треће поглавље: Дрога физл рок                 | Габријел Кореа     | Брајан Е. Патерсон и Арабела Андерсон | 17. април 2019.    |           | 0,80                         |
| Загађена пошиљка дроге физл рокс откривена је у Ривердејлу и Џагхед и ФП крећу у потрагу за оним ко је одговоран. Арчи је тражио помоћ од Веронике да уђе у бокс турнир, али убрзо схвата да се увалио преко главе.                                                           |                    |                                                        |                    |                                       |                    |           |                              |
| 54 | 19                 | Педесет четврто поглавље: Плашите се косача смрти      | Александра Ла Роуч | Џенин Салинас Шенберг и Вил Јуинг     | 24. април 2019.    |           | 0,71                         |
| Џелибин је нестала и Џагхед, Гледис и ФП прате загонетне трагове како би је вратили кући. Арчи се суочава са последицама својег последњег бокс меча, док Бети долази до великог открића о Евелининој прошлости. Џози доноси важну одлуку о будућности.                        |                    |                                                        |                    |                                       |                    |           |                              |
| 55 | 20                 | Педесет пето поглавље: Матурско вече                   | Дејвид Каценберг   | Брита Лундин и Девон Тарнер           | 1. мај 2019.       |           | 0,70                         |
| Бети узима ствари у своје руке након што сазна узнемирујуће новости о свом оцу. Мери брине Арчијева жеља да бокс подигне на следећи ниво. Шерил наилази на препреку током кампање да постане краљица матуре.                                                                  |                    |                                                        |                    |                                       |                    |           |                              |
| 56 | 21                 | Педесет шесто поглавље: Мрачна тајна куће за жетву     | Роб Сејденгланц    | Кристина Чамберс и Џејмс Девил        | 8. мај 2019.       |           | 0,74                         |
| Вероника се окреће Мери и Арчију након што сазна тајну коју је Хирам крила. Бети поставља питања након што је присуствовала необичним догађајима на фарми. Џагхед је све ближи откривању идентитета Краља Гаргојла.                                                           |                    |                                                        |                    |                                       |                    |           |                              |
| 57 | 22                 | Педесет седмо поглавље: Преживети ноћ                  | Рејчел Телалај     | Роберто Агире-Сакаса и Мајкл Граси    | 15. мај 2019.      |           | 0,86                         |
| Добивши мистериозне позивнице, Арчи, Бети, Вероника и Џагхед се удружују како би се суочили са мрачном прошлошћу једном заувек. У међувремену, на фарми настаје хаос након што Едгар направи сабласну објаву.                                                                 |                    |                                                        |                    |                                       |                    |           |                              |

## Гледаност
| Сезона | Сезона | Број епизоде | Број епизоде | Број епизоде | Број епизоде | Број епизоде | Број епизоде | Број епизоде | Број епизоде | Број епизоде | Број епизоде | Број епизоде | Број епизоде | Број епизоде | Број епизоде | Број епизоде | Број епизоде | Број епизоде | Број епизоде | Број епизоде | Број епизоде | Број епизоде | Број епизоде |
| Сезона | Сезона | 1            | 2            | 3            | 4            | 5            | 6            | 7            | 8            | 9            | 10           | 11           | 12           | 13           | 14           | 15           | 16           | 17           | 18           | 19           | 20           | 21           | 22           |
| ------ | ------ | ------------ | ------------ | ------------ | ------------ | ------------ | ------------ | ------------ | ------------ | ------------ | ------------ | ------------ | ------------ | ------------ | ------------ | ------------ | ------------ | ------------ | ------------ | ------------ | ------------ | ------------ | ------------ |
|        | 1      | 1,38         | 1,15         | 1,20         | 1,14         | 0,98         | 1,09         | 1,03         | 0,99         | 0,91         | 0,87         | 0,89         | 0,98         | 0,96         | Н/Д          | Н/Д          | Н/Д          | Н/Д          | Н/Д          | Н/Д          | Н/Д          | Н/Д          | Н/Д          |
|        | 2      | 2,34         | 1,76         | 1,62         | 1,51         | 1,47         | 1,43         | 1,45         | 1,48         | 1,43         | 1,45         | 1,39         | 1,34         | 1,28         | 1,26         | 1,19         | 1,16         | 0,96         | 1,10         | 1,17         | 1,11         | 1,00         | 1,28         |
|        | 3      | 1,50         | 1,28         | 1,40         | 1,37         | 1,25         | 1,27         | 1,09         | 1,20         | 1,32         | 1,12         | 1,26         | 0,96         | 0,86         | 0,92         | 0,95         | 0,81         | 0,81         | 0,80         | 0,71         | 0,70         | 0,74         | 0,86         |
|        | 4      | 1,14         | 0,80         | 0,87         | 0,74         | 0,76         | 0,82         | 0,74         | 0,69         | 0,73         | 0,79         | 0,73         | 0,65         | 0,65         | 0,67         | 0,66         | 0,66         | 0,54         | 0,66         | 0,65         | Н/Д          | Н/Д          | Н/Д          |
|        | 5      | 0,63         | 0,52         | 0,54         | 0,48         | 0,59         | 0,60         | 0,52         | 0,45         | 0,46         | 0,49         | 0,38         | 0,47         | 0,47         | 0,36         | 0,39         | 0,45         | 0,35         | 0,25         | 0,36         | Н/Д          | Н/Д          | Н/Д          |
|        | 6      | 0,33         | 0,34         | 0,26         | 0,27         | 0,29         | 0,23         | 0,21         | 0,18         | 0,22         | 0,23         | 0,21         | 0,16         | 0,19         | 0,20         | 0,21         | 0,17         | 0,24         | 0,29         | 0,22         | 0,26         | 0,23         | 0,17         |